# Amphelictus rugiscapus
Amphelictus rugiscapus là một loài bọ cánh cứng trong họ Cerambycidae.